# Telegrafische code van Belgische spoorwegstations
De telegrafische code van de Belgische spoorwegstations is de traditionele stationscode die in België gebruikt werd en wordt. In de beginjaren van de trein gebeurde de communicatie tussen stations en seinhuizen per telegraaf. Omdat telkens de volledige stationsnaam doorseinen tijdrovend is, werden telegrafische afkortingen gebruikt. Ieder station beschikte over een afkorting, haltes niet. Hierbij moet vermeld worden dat deze stationsclassificatie niet meer op vandaag toepasbaar is. Er zijn grotere stations die geen afkorting hebben omdat ze, toen het systeem ingevoerd werd, kleine haltes waren. De omgekeerde situatie komt door de massale daling van het aantal bemande stations ook voor. Het systeem trad in voege in 1854.

## Samenstelling van de code
In tegenstelling tot Nederland waar men in de telegrafische afkorting gemakkelijk de stationsnaam kan herkennen zijn de Belgische telegrafische afkortingen ondoorzichtiger. Zo wordt bijvoorbeeld Station Aalst afgekort als 'FLS'. Oorspronkelijk was de eerste letter een verwijzing naar de maatschappij die het station beheerde:
- F = stations van de Staatsspoorwegen ('Fédérale')
- L = stations van de "Grande Compagnie du Luxembourg" en van enkele kleinere maatschappijen
- M = Stations gebruikt ten behoeve van de mijnbouw en diverse stations behorende tot kleine privémaatschappijen ('Minière')
- N = "Nord – Belge"
- G = "Grand Central Belge"

Toen na de Eerste Wereldoorlog de Oostkantons bij België gevoegd werden kregen de stations aldaar, die voordien tot de Pruisische Staatsspoorwegen behoorden, afkortingen die beginnen met de letter 'R'. Dit staat voor cantons Rédimés, oftewel herwonnen kantons.
Inmiddels is het systeem niet meer sluitend. Zo wordt Station Kortrijk afgekort als 'LK' terwijl het steeds tot de staatsspoorwegen gehoord heeft.
De tweede en daaropvolgende letters van de code verwijzen in principe naar de stationsnaam. Wegens het toenmalige Franstalige karakter van het Belgische bestuur is steeds uitgegaan van de Franse benamingen van de stations. Ook werden Nederlandse plaatsnamen toen nog anders gespeld dan vandaag het geval is. Dit weerspiegelt zich in de gebruikte afkortingen. Bovendien zijn sommige stations inmiddels van naam veranderd zonder dat aan de telegrafische afkorting geraakt is. Zie als illustratie de afkortingen van station Scherpenheuvel (GMG, van de Franse benaming Montaigu), station Anzegem (FSH, de oude schrijfwijze van Anzegem is Anseghem) en station De Panne (FDK, vroeger heette het station Adinkerke). Een afkorting die aan beide evoluties onderhevig is, is die van station Antwerpen-Berchem. De afkorting FCV verwijst naar de voormalige naam Groenenhoek, in het Frans Coin Vert.
Symbolisch zijn in 1977 met de invoering van de taalwetten sporadisch enkele afkortingen 'vervlaamst'. Zo had Brussel-Zuid oorspronkelijk als code FBM (van het Franstalige Bruxelles-Midi). Heden ten dage is dat 'FBMZ' zodat ook de Nederlandse naam vertegenwoordigd wordt. Drastischer is het verlopen met station Kortrijk. De Franse naam voor Kortrijk is Courtrai en het station werd beheerd door de staatsspoorwegen, daar is dus de code 'FC' uit voortgekomen. Hier wilde men de Franse C vervangen door de Vlaamse K. Maar omdat FK reeds naar station Klein-Sinaai verwees heeft men beslist de eerste letter ook maar te wijzigen. De huidige code is 'LK'. Deze en andere wijzigingen zijn de oorzaak dat de eerste letter niet noodzakelijk meer naar de toenmalige spoorwegbeheerder verwijst, zoals eerder opgemerkt werd.
Uitzonderlijk hebben stations waar de naam uit minder dan vier letters bestaat soms als telegrafische code de stationsnaam zelf, voorbeelden hiervan zijn ATH, AS en PRY. Aan deze afkortingen is niet te zien wie de beheerder was.

## Huidig gebruik
Het gebruik van de telegraaf is gedurende het begin van de 20e eeuw drastisch verminderd. De NMBS zette de morse-telegraaf in 1940 helemaal aan de kant. De afkortingen worden vandaag de dag echter op kleine schaal nog steeds gebruikt. Zo vindt men de stationscodes onder meer terug op de zijwanden van treinen om aan te geven in welke werkplaats de laatste grote onderhoudsbeurt plaatsvond, of om de thuishaven van een stam rijtuigen aan te duiden. Ook kan men ze nog tegenkomen in allerlei administratieve documenten van de NMBS zoals de prestatiefiches van het treinpersoneel.
Ook nieuwe stations krijgen nog steeds een afkorting mee, zij het – wegens de veranderde spoorwegwereld – niet meer in de hierboven geschreven samenstelling. Met de splitsing van de NMBS worden die afkortingen bovendien niet meer eenduidig toegekend. Zo wordt het op 29 mei 2009 geopende station Noorderkempen in Infrabelpublicaties steeds als 'NDK' aangeduid terwijl men het in NMBS-kringen over 'NDKMP' heeft.